# Pseudopolydesmus natchitoches
Pseudopolydesmus natchitoches är en mångfotingart som först beskrevs av Chamberlin 1942.  Pseudopolydesmus natchitoches ingår i släktet Pseudopolydesmus och familjen plattdubbelfotingar. Inga underarter finns listade i Catalogue of Life.